# Грейс-Сіті (Північна Дакота)
Грейс-Сіті (англ. Grace City) — місто (англ. city) в США, в окрузі Фостер штату Північна Дакота. Населення — 53 особи (2020).

## Географія
Грейс-Сіті розташований за координатами 47°33′10″ пн. ш. 98°48′15″ зх. д. / 47.55278° пн. ш. 98.80417° зх. д. (47.552837, -98.804171).  За даними Бюро перепису населення США в 2010 році місто мало площу 1,04 км², уся площа — суходіл. В 2017 році площа становила 0,63 км², уся площа — суходіл.

## Демографія
Згідно з переписом 2010 року, у місті мешкали 63 особи в 30 домогосподарствах у складі 17 родин. Густота населення становила 60 осіб/км².  Було 36 помешкань (34/км²).
Расовий склад населення:
| - 98,4 % — білих - 1,6 % — корінних американців |

До двох чи більше рас належало 0,0 %. Частка іспаномовних становила 0,0 % від усіх жителів.
За віковим діапазоном населення розподілялося таким чином: 27,0 % — особи молодші 18 років, 58,7 % — особи у віці 18—64 років, 14,3 % — особи у віці 65 років та старші. Медіана віку мешканця становила 36,5 року. На 100 осіб жіночої статі у місті припадало 133,3 чоловіків;  на 100 жінок у віці від 18 років та старших — 119,0 чоловіків також старших 18 років.
Середній дохід на одне домашнє господарство  становив 54 329 доларів США (медіана — 50 000), а середній дохід на одну сім'ю — 64 207 доларів (медіана — 51 875). За межею бідності перебувало 20,7 % осіб, у тому числі 0,0 % дітей у віці до 18 років та 0,0 % осіб у віці 65 років та старших.
Цивільне працевлаштоване населення становило 34 особи. Основні галузі зайнятості: роздрібна торгівля — 20,6 %, сільське господарство, лісництво, риболовля — 20,6 %, фінанси, страхування та нерухомість — 14,7 %, освіта, охорона здоров'я та соціальна допомога — 14,7 %.